# 대비 (문학)
문학에서, 그 또는 그녀가 두 개 이상의 개체 사이의 차이를 설명 할 때, 저자는 대비 (對比)를 이용한다. 예를 들어, 윌리엄 셰익스피어의 소네트 130의 첫 네 줄에서, 셰익스피어는 태양, 산호, 눈, 철사에 정부를 대비한다.